# Oxypsila facivittata
Oxypsila facivittata är en tvåvingeart som beskrevs av Yang och Wang 1992. Oxypsila facivittata ingår i släktet Oxypsila och familjen rotflugor. Inga underarter finns listade i Catalogue of Life.